# Silêncio e Tanta Gente
Silêncio e tanta gente é uma canção portuguesa. Foi a canção vencedora da XXI edição do Festival RTP da Canção em 1984, e representou Portugal no Festival Eurovisão da Canção do mesmo ano.

## História
A 7 de março de 1984, noite da final do Festival RTP da canção, o Sindicato dos Músicos recusou-se a participar nesta edição, devido a divergências com o canal de televisão. Por esse motivo, todos os concorrentes excepto Maria Guinot tiveram de recorrer ao playback. A compositora e intérprete da canção tocou piano e cantou, e venceu o festival.
A canção teve letra e música da intérprete, e arranjos e direção de orquestra de Pedro Vaz Osório.
A canção foi a 19.ª e última a ser interpretada na noite do evento, a seguir à canção italiana "I treni di Tozeur",  interpretada por Alice and Franco Battiato. No final da votação, a canção portuguesa terminou com 38 pontos e classificou-se em 11.º lugar (entre 19 países), mesmo assim ficou  à frente de algumas tidas como favoritas para a vitória como a da Alemanha.
Foram gravadas versões em inglês, francês e alemão. A cantora finlandesa Anneli Saaristo gravou "Jos Joskus", uma versão em finlandês da canção de Maria Guinot, no seu álbum de 1984.
A canção de Maria Guinot foi uma das finalistas do programa "Festival RTP: A Melhor Canção de Sempre", realizado em 2009 pela RTP, numa versão defendida por Mariana Norton.
Em 2020, a canção foi usada pela Federação Portuguesa de Futebol para promover a participação da equipa no Campeonato Europeu de Futebol. Foi também interpretada por Maria Inês Graça na segunda gala do The Voice Portugal em 2021.
Em 2024, no 40.o aniversário da canção, foi reinterpretada pela artista Carolina Milhanas, com produção de Agir, na semifinal do Festival da Canção.